# Municípios metropolitanos da África do Sul
Na África do Sul, um município metropolitano ou município Categoria A é um município que executa todas as funções do governo local para uma cidade ou conurbação. Nisto, ele contrasta com áreas que são essencialmente rurais, nas quais o governo local é dividido em distritos municipais e municípios locais.
A Constituição, seção 155.1.a , define os municípios da "Primeira Categoria". Pelaa Lei Municipal de Estruturas  é previsto que este tipo de governo local será utilizado para aglomerações, "centro(s) de atividade económica", áreas "para o desenvolvimento integrado de planeamento" e zonas com "fortes laços económicos e sociais interdependentes".
O conjunto dos municípios metropolitanos é similar às cidades-condado consolidadas dos Estados Unidos, apesar de uma cidade localizada nos municípios metropolitanos da África do Sul ser criada pelo governo de províncias local, e não por acordo entre os distritos e municípios locais.

## Lista de Municípios Metropolitanos
- Município metropolitano da Cidade do Cabo (Cidade do Cabo)
- Município metropolitano de Ekurhuleni (East Rand)
- Município metropolitano de eThekwini (Durban)
- Município metropolitano da Cidade de Johannesburg (Joanesburgo)
- Município metropolitano de Nelson Mandela Bay (Port Elizabeth)
- Município metropolitano da Cidade de Tshwane (Pretória)